# 小林悟
小林 悟（こばやし さとる、1930年8月1日 - 2001年11月15日）は、日本の映画監督、脚本家である。ピンク映画の初期からメガホンを取り続け、450本以上もの作品を残した。日本における、「35ミリフィルム」を使った劇場映画の監督本数としては史上最多であり、海外でもこれを超える記録は確認されていない。

## 略歴
長野県東筑摩郡本郷村（現・松本市）の浅間温泉に生まれる。長野県松本深志高等学校を卒業し、早稲田大学文学部に進学した。在学中は舞踏美学を専攻。一方で映画にも興味を持っており、映画製作の現場でアルバイトを続けていた。1954年（昭和29年）、新東宝の小森白監督作品『娘ごころは恥づかしうれし』において、ロケーション選定に協力した事から助監督に抜擢されて本格的に映画製作に関わるようになる。同年、大学を卒業後、近江プロダクションに入社。歌手・音楽家であり映画監督でもあった近江俊郎に師事し、高島忠夫主演の『坊ちゃん』シリーズなどの助監督を務める。やがて新東宝に移った後、1959年（昭和34年）、菅原文太主演の『狂った欲望』で監督デビュー。
1961年（昭和36年）、新東宝が倒産した後、大蔵映画に参加。翌1962年（昭和37年）には、香取環主演の『肉体市場（英語題：Flesh Market）』（「肉体の市場」 とも呼ばれる）を発表。同作品は猥褻容疑で警視庁に摘発されたが、逆に作品は大ヒット。ピンク映画というジャンルが本格的に製作されるきっかけとなった。
その後、ピンク映画に嫌気が差し、1968年（昭和43年）頃からアメリカと中華民国（台湾）、欧州に渡った。アメリカでは新東宝時代の伝手によってハリウッドでテレビ映画を監督した。また、ニューヨークのセントラル・パークに滞在していたころには、地元の映画館経営者の奨めで当時隆盛しつつあったアメリカのポルノ映画の監督も行なった。その後、台湾では現地語による監督作品をいくつか残すも1970年（昭和45年）ごろに帰国。
台湾で製作した作品のうち、桑田次郎の『まぼろし探偵』（小林自身は1960年の映画版第2、3作を監督担当された）を翻案した『神龍飛俠』とその続編『月光大俠』『飛天怪俠』（いずれも1968年）は、台湾の特撮映画のパイオニアと評価され。現在、シリーズ3作品はいずれも台湾の国立映画アーカイブであるTFAIによってデジタルリマスターされている。
帰国直後に、同じくピンク映画監督である西原儀一が体調を崩したため、彼の経営する葵映画（新東宝映画系）で作品を発表した。その後は実家の温泉旅館を手伝うなど半ば引退状態にあったが（この時期の動向は諸説あり）、1971年（昭和46年）頃から松竹系のピンク映画会社・東活にて監督に本格復帰。同年には東活が製作した一般映画『鏡の中の野心』（出演：荒木一郎、堤（筒美）杏子（ひし美ゆり子）他）を監督した。同作品は仲木睦監督作品『罠にはまった男』（出演：牟田悌三）と共に松竹にて配給された。以降は東活においてピンク映画の監督として多年に渡り数多くの作品を量産していった。東活においては1970年代から1980年代にかけフル稼働。うちかなりの期間において3本立てを3つの名義で撮りわけ、年間配給作品全を部監督、年間監督本数30～40本という状態が続くが、1983年1月の『強漢御礼』 をもって東活を離脱。離脱の理由として、他の監督が起用されて東活の経営が軌道に乗った事や精神的な軋轢があった。
1984年12月公開の『黄昏のナルシー』と『アポロ MY LOVE』のゲイ・ポルノ映画2作を発表して古巣の大蔵映画に復帰。以後は大蔵映画において多数の作品を発表した。1987年5月には唯一の日活ロマンポルノ作品『裂けた柔襞』（清水ひとみ主演、オリエント21製作）を発表している。また、日活ロマンポルノ消滅後に登場したエクセス・フィルム、新東宝映画、オリジナルビデオでも作品を発表した。
1999年（平成11年）公開の『地獄』（石井輝男監督作品）では製作総指揮を手がけるなど活躍していた矢先の2001年（平成13年）11月15日、膀胱癌により没す。満71歳没。

## フィルモグラフィ

### 監督
※代表的な作品のみ記してある。詳細なリストは 日本映画データベース を参照。
- 『狂った欲望』（1959年、主演：菅原文太）
- 『十代の曲り角』（1959年、主演：大空真弓）
- 『危険な誘惑』（1959年、主演：池内淳子）
- 『まぼろし探偵』シリーズ（1960年、第2作『まぼろし探偵 恐怖の宇宙人』、第3作『まぼろし探偵 幽霊塔の大魔術団』）
- 『肉体の市場』（1962年)
- 『沖縄怪談逆吊り幽霊 支那怪談死棺破り』（封切年度1961年、キャスト：香取環、扇町京子、大原謙、白蓉、梅芳玉…以上、DVD「YZCV-8084」裏ジャケット記載より）
- 『怪談残酷幽霊』（1964年）
- 『明治大帝御一代記』[14]（1964年、大蔵貢監督作品。小林は新規撮影部分を監督[15]）
- 『黒幕』（1966年、主演：天知茂）
- 『不能者』（1967年）
- 『神龍飛俠シリーズ3部作』（1968年台湾映画、主演：桂治邦）

1960年『まぼろし探偵』映画シリーズの台湾リメイク版映画。共同脚本、共同監督。
- 『女門交悦』（1971年、主演：宮下順子、脚本：山本昌平）
- 『終戰後的戰爭』（『戦争後の戦争』）（1982年、主演：鶴田浩二）- 台湾映画として製作。日本では未公開。
- 『川奈まり子 桜貝の甘い水』（2001年） - 遺作

### 製作総指揮
- 『地獄』（1999年)

## エピソード
- ピンク映画のベテラン監督である小川欽也は大蔵時代、小林悟の助監督を務めていた。
- 1970年代には高橋伴明が助監督を務めており、小林が監督昇進を推薦した[8]。
- 最後の時期には竹洞哲也が助監督を務めており、最後の作品である『川奈まり子 桜貝の甘い水』の現場にも立ち会った[16]。竹洞は小林の死後、大蔵映画から製作配給部門を継承したオーピー映画で小川欽也の推薦で監督デビューを果たしている。
- これらの他に、北沢幸雄（飯島大）、新田栄[17]、国沢実、堀禎一などが小林の助監督を務めていた事がある。
- 東活時代は、脚本は主に池田正一（後の官能小説家の高竜也）が担当していた[8]。
- 東活作品においては、後にホラー映画『ブレア・ウィッチ・プロジェクト』に用いられ、アダルトビデオで広く多用されている「主観映像」を確立させた[18]。
- 低予算のピンク映画において、スポンサーや共同製作者（アメリカの制作プロダクションと提携し、日本版と米国版を製作など）を確保したり、海外放浪していた頃の知己を活かしたりして、アメリカ西海岸やフィリピン、タイなど海外ロケーションを多く行なった。また、各地のストリップ劇場とも面識があり、作品にストリッパーを登場させる事もあった。
- 監督作品にドイツのアグフア社製フィルムを使用する事があった。その際は協力のクレジットに「ＡＧＦＡ」と記された。
- 助監督時代には石井輝男の自宅に居候していた事がある[19]。